# 蘇坦斯岬岩
77°43′S 167°12′E / 77.717°S 167.200°E
蘇坦斯岬岩是南極洲的岩石，位於羅斯島南部，處於哈特角半島東岸，該岩石在1901至1904年由羅伯特·斯科特率領的英國探險隊命名。